# Потсдамска декларација
Потсдамска декларација (енгл. Potsdam Declaration), или Прокламација која дефинише услове за јапанску предају (енгл. Proclamation Defining Terms for Japanese Surrender), била је изјава која је позвала на предају свих јапанских оружаних снага током Другог свјетског рата. Дана 26. јула 1945. године, предсједник Сједињених Америчких Држава Хари Труман, премијер Уједињеног Краљевства Винстон Черчил и предсједавајући Републике Кине Чанг Кај Шек представили су документ у којем су наведени услови предаје Јапанског царства, а који су договорени на Потсдамској конференцији. У ултиматуму је наведено да ће, уколико се не преда, Јапан бити суочен са „брзим и потпуним уништењем”.